# 블루스완
블루스완은 대한민국의 음악 그룹이다.  2013년 디지털 싱글 앨범 [길을 묻다]로 데뷔했다.

## 방송
- 스타 오디션 위대한 탄생 3 (2012) - Top131

## 음반
- 길을 묻다 (2013)
- Love Tree (2014)